# Institut français de Singapour
L' Institut français de Singapour (IFS) fait partie du réseau mondial des instituts français.

## Historique
Ce n'est qu'en 2011 que le réseau culturel français s'unifie officiellement sous le nom d'Institut français, à la suite de la réforme mondiale du réseau culturel et de coopération du Ministère français des Affaires étrangères et européennes initiée par la loi du 27 juillet 2010, en remplacement des activités culturelles françaises qui étaient jusque-là réunies au sein de l'association Culturesfrance.
Cette réorganisation a apporté une meilleure unité et une plus grande simplicité de gestion. Les services de coopération universitaire, éducative, linguistique et culturelle de l’Ambassade de France ont ainsi fusionné pour devenir l’Institut français de Singapour. Ils entretiennent des liens étroits avec le Consulat général ainsi que le bureau de l'Alliance française du pays et les autorités nationales et locales.

## Rôle éducatif
Le but premier de l'Institut est de proposer des cours, formations et examens de français à un public aussi large que possible. C'est ainsi le seul centre d’examen habilité par le Ministère français de l’éducation nationale, à Singapour, pour la passation du DELF et du DALF (évaluation par compétences, basée sur le cadre européen commun de référence pour les Langues). L'IF est aussi accrédité pour faire passer et délivrer d'autres certifications internationales en langue française, comme: le TCF, le DELF Prim, le DELF Junior, le TEF et le TEFAQ (pour ceux qui souhaitent d'expatrier au Canada ou au Québec), en collaboration avec des instances éducatives internationales comme l'Agence universitaire de la Francophonie (AUF), le Centre international d'études pédagogiques (CIEP) ainsi qu'avec les autorités singapouriennes et françaises.

## Activités culturelles
Le centre culturel de l'institut participe à la scène culturelle nationale, en créant environ 200 évènements annuels à visée régionale ou internationale, selon les projets. L'IF participe également à des évènements externes, dans le cadre de la promotion de la culture et des échanges entre la France et Singapour, et développe des partenariats avec d'autres entités gouvernementales ou non-gouvernementales. 
L'institut de Singapour a une mission particulière concernant le cinéma et l'audiovisuel. Sa juridiction couvre six pays sud-asiatiques: Singapour, l'Indonésie, la Malaisie, les Philippines, Bruneï et Timor Oriental. Il acte en particulier pour la coopération entre les médias sud-asiatiques d'une part et français et européens d'autre part; ainsi qu'au développement local du multimédia français (fictions, jeux vidéo, plateformes internet, documentaires, musiques actuelles etc.). 

## Activités annexes
L’IF héberge le bureau Campus France, en vue de prolonger le réseau d'information sur les études supérieures en France pour étudiants et enseignants étrangers. 
L'Institut français de Singapour a également pour rôle de promouvoir l'utilisation du français dans l'ingénierie et les sciences à Singapour. Ainsi, l'IF aide à identifier des partenaires institutionnels et facilite leurs échanges avec les institutions françaises, sur place comme en Europe. L'IFS a développé, en accord avec l'Ambassade de France à Singapour, le programme scientifique d'échange Merlion, qui a soutenu plus de 200 projets entre Singapour et la France depuis sa création.

### Festival Voilah!
Depuis 2014, l'IF organise le festival Voilah!. Il a rassemblé plus de 265 000 visiteurs et spectateurs sur un mois et demi en 2017.